# Граф Луканор
«Гра́ф Лукано́р» (ісп. El conde Lucanor) — кастильський збріник оповідань пізнього середньовіччя. Написаний близько 1335 року вільєнським князем Хуаном. Складається з 5 частин. Перша, найвідоміша частина, містить 51 коротке оповідання (приклади), що були складені на основі Езопових байок, іспанських та арабських казок. Друга, третя і четверта частини є збірниками афоризмів. П'ята частина — невеликий морально-дидактичний і теологічний трактат. Вперше опублікований 1575 року у Севільї. Перевиданий у Мадриді 1642 року, після чого був забутий. Наново осмислений письменниками у ХІХ столітті. За мотивами 32-го оповідання з першої частини книги Ганс Крістіан Андерсен написав «Нове вбрання короля». 11-те оповідання опрацював Хорхе Луїс Борхес.

## Назва
- Граф Луканор ісп. El conde Lucanor) — коротка назва.
- Книга прикладів (ісп. Libro de los ejemplos) — коротка назва.
- Книга Патроніо (ісп. Libro de Patronio) — коротка назва.
- Книга прикладів графа Луканора і Патроніо (ісп. Libro de los ejemplos del conde Lucanor y de Patronio)

## Видання
- Enrique Moreno Baez, «El Conde Lucanor», Madrid, Editorial Castalia, 1976.
- El Códice de Puñonrostro: el Conde Lucanor y otros textos medievales, Madrid, Real Academia Española, 1992.
- Fernando Gómez Redondo, Libro del conde Lucanor, Madrid, Castalia, 1987.
- María Jesús Lacarra, El Conde Lucanor, Madrid, Espasa Calpe, 1999 (Austral, 21).
- Guillermo Serés, Germán Orduña, El conde Lucanor, Barcelona, Crítica, 1994 (Biblioteca Clásica, 6).
- Juan Vicedo (versión actualizada), Biblioteca virtual Cervantes.
- Agustín S. Aguilar, Víctor G. Ambrus, «El Conde Lucanor», Barcelona, Vicens Vives, 2006 (Clásicos Adaptados)

## Мета і структура
Книга має дидактичну, моралізаторську мету, як і більшість іспанської літератури, що з'явилася після неї. Граф Луканор веде розмову зі своїм радником Патроніо, ставлячи перед ним проблему («Дехто зробив мені пропозицію…» або «Я боюся, що така-то людина має намір…») і просячи поради. Патроніо відповідає завжди з великою покірністю, стверджуючи, що не бажає давати поради такій видатній особі, як граф, але пропонує розповісти йому історію, яку нагадує йому проблема графа. (Таким чином, історії є «прикладами» [ejemplos] мудрих вчинків). Наприкінці він радить графові вчинити так, як вчинив герой його історії.
Кожна глава закінчується більш-менш однаково, з невеликими варіаціями: «І це дуже сподобалося графові, і він так і зробив, і знайшов його добре. А дон Йоган (Хуан) побачив, що цей приклад дуже гарний, і записав його в цій книзі, і склав наступні вірші». Римований двовірш закінчується, даючи мораль історії.

## Вплив
- В основі «Притчі про приязнь» Івана Франка лежить 48-е оповідання «Про те, що сталося з чоловіком, який випробовував своїх друзів» із книги «Граф Луканор»[3].

## Переклади
англійські
- Don Juan Manuel. The Book of Count Lucanor and Patronio: A Translation of Don Juan Manuel's «El Conde Lucanor». Keller, John E., and L. Clark Keating, trans. New York: Peter Lang, 1993.

польські
- Juan Manuel Don. Księcia Don Zuana Manuela Rady patroniuszowe czyli Historye i przykłady opowiadane Hrabi Lukanorowi / Juan Manuel Don ; Z hiszpańskiego wydane po polsku przez L. S. — T. 1–2. — Poznań: W księgarni i drukarni nowej, 1847.

російські
- Хуан Мануэль. Граф Луканор / перевод с испанского Д. К. Петрова — М. ; Л. : Государственное издательство художественной литературы, 1961.